# Trophée Éric Bompard de 2005
Trophée Éric Bompard de 2005 foi a décima nona edição do Trophée Éric Bompard, um evento anual de patinação artística no gelo organizado pela Federação Francesa de Esportes no Gelo (em francês:  Federation Française des Sports de Glace), e que fez parte do Grand Prix de 2005–06. A competição foi disputada entre os dias 17 de novembro e 20 de novembro, na cidade de Paris, França.

## Eventos
- Individual masculino
- Individual feminino
- Duplas
- Dança no gelo

## Medalhistas
| Evento                        | Ouro                                        | Prata                                            | Bronze                                    |
| Individual masculino detalhes | Jeffrey Buttle · Canadá                     | Brian Joubert · França                           | Gheorghe Chiper · Roménia                 |
| Individual feminino detalhes  | Mao Asada · Japão                           | Kim Yu-Na · Coreia do Sul                        | Shizuka Arakawa · Japão                   |
| Duplas detalhes               | Tatiana Totmianina · Maxim Marinin · Rússia | Pang Qing · Tong Jian · China                    | Valerie Marcoux · Craig Buntin · Canadá   |
| Dança no gelo detalhes        | Elena Grushina · Ruslan Goncharov · Ucrânia | Isabelle Delobel · Olivier Schoenfelder · França | Federica Faiella · Massimo Scali · Itália |

## Resultados

### Individual masculino
| Pos.              | Nome             | Nacionalidade  | Pontos | PC         | PL          |
| ----------------- | ---------------- | -------------- | ------ | ---------- | ----------- |
| Medalha de ouro   | Jeffrey Buttle   | Canadá         | 215.48 | 76.08 (1)  | 139.40 (1)  |
| Medalha de prata  | Brian Joubert    | França         | 210.41 | 71.55 (2)  | 138.86 (2)  |
| Medalha de bronze | Gheorghe Chiper  | Romênia        | 191.95 | 66.25 (3)  | 125.70 (3)  |
| 4                 | Timothy Goebel   | Estados Unidos | 182.41 | 65.05 (4)  | 117.36 (6)  |
| 5                 | Samuel Contesti  | França         | 175.99 | 56.99 (6)  | 119.00 (4)  |
| 6                 | Michael Weiss    | Estados Unidos | 169.60 | 60.50 (5)  | 109.10 (9)  |
| 7                 | Sergei Dobrin    | Rússia         | 168.88 | 51.40 (10) | 117.48 (5)  |
| 8                 | Frédéric Dambier | França         | 165.98 | 52.38 (8)  | 113.60 (8)  |
| 9                 | Ma Xiaodong      | China          | 165.57 | 50.15 (11) | 115.42 (7)  |
| 10                | Anton Kovalevski | Ucrânia        | 156.16 | 53.66 (7)  | 102.50 (10) |
| 11                | Andrei Lezin     | Rússia         | 141.62 | 52.34 (9)  | 89.28 (12)  |
| 12                | Jamal Othman     | Suíça          | 139.28 | 43.62 (12) | 95.66 (11)  |

### Individual feminino
| Pos.              | Nome               | Nacionalidade  | Pontos | PC         | PL         |
| ----------------- | ------------------ | -------------- | ------ | ---------- | ---------- |
| Medalha de ouro   | Mao Asada          | Japão          | 182.42 | 63.96 (1)  | 118.46 (1) |
| Medalha de prata  | Sasha Cohen        | Estados Unidos | 175.12 | 60.96 (2)  | 114.16 (3) |
| Medalha de bronze | Shizuka Arakawa    | Japão          | 173.30 | 57.98 (3)  | 115.32 (2) |
| 4                 | Joannie Rochette   | Canadá         | 167.22 | 57.08 (4)  | 110.14 (5) |
| 5                 | Kimmie Meissner    | Estados Unidos | 155.72 | 44.92 (6)  | 110.80 (4) |
| 6                 | Elena Sokolova     | Rússia         | 152.52 | 48.20 (5)  | 104.32 (6) |
| 7                 | Annette Dytrt      | Alemanha       | 131.88 | 44.38 (7)  | 87.50 (7)  |
| 8                 | Galina Efremenko   | Ucrânia        | 107.98 | 37.48 (9)  | 70.50 (8)  |
| 9                 | Anne-Sophie Calvez | França         | 102.90 | 36.72 (10) | 66.18 (10) |
| 10                | Fleur Maxwell      | Luxemburgo     | 102.44 | 34.06 (11) | 68.38 (9)  |
| 11                | Nadège Bobillier   | França         | 101.96 | 38.30 (8)  | 63.66 (11) |

### Duplas
| Pos.              | Nome                               | Nacionalidade  | Pontos | PC         | PL         |
| ----------------- | ---------------------------------- | -------------- | ------ | ---------- | ---------- |
| Medalha de ouro   | Tatiana Totmianina / Maxim Marinin | Rússia         | 186.90 | 66.50 (1)  | 120.40 (1) |
| Medalha de prata  | Pang Qing / Tong Jian              | China          | 182.64 | 62.26 (2)  | 120.38 (2) |
| Medalha de bronze | Valérie Marcoux / Craig Buntin     | Canadá         | 174.92 | 58.44 (3)  | 116.48 (3) |
| 4                 | Rena Inoue / John Baldwin          | Estados Unidos | 163.66 | 53.46 (4)  | 110.20 (4) |
| 5                 | Natalia Shestakova / Pavel Lebedev | Rússia         | 139.28 | 50.24 (5)  | 89.04 (5)  |
| 6                 | Brooke Castile / Benjamin Okolski  | Estados Unidos | 130.26 | 41.86 (8)  | 88.40 (6)  |
| 7                 | Angelika Pylkina / Niklas Hogner   | Suécia         | 128.94 | 42.32 (7)  | 86.62 (7)  |
| 8                 | Rebecca Handke / Daniel Wende      | Alemanha       | 128.74 | 44.72 (6)  | 84.02 (8)  |
| 9                 | Marylin Pla / Yannick Bonheur      | França         | 123.34 | 40.90 (9)  | 82.44 (9)  |
| 10                | Diana Rennik / Aleksei Saks        | Estônia        | 106.48 | 32.12 (10) | 74.36 (10) |

### Dança no gelo
| Pos.              | Nome                                    | Nacionalidade  | Pontos | DC         | DO         | DL         |
| ----------------- | --------------------------------------- | -------------- | ------ | ---------- | ---------- | ---------- |
| Medalha de ouro   | Elena Grushina / Ruslan Goncharov       | Ucrânia        | 190.07 | 36.81 (1)  | 57.93 (1)  | 95.33 (1)  |
| Medalha de prata  | Isabelle Delobel / Olivier Schoenfelder | França         | 178.72 | 35.55 (2)  | 55.43 (2)  | 87.74 (2)  |
| 4                 | Morgan Matthews / Maxim Zavozin         | Estados Unidos | 154.18 | 27.85 (6)  | 47.61 (3)  | 78.72 (3)  |
| Medalha de bronze | Federica Faiella / Massimo Scali        | Itália         | 157.23 | 31.98 (3)  | 47.44 (4)  | 77.81 (4)  |
| 5                 | Nathalie Péchalat / Fabian Bourzat      | França         | 150.13 | 27.18 (8)  | 45.20 (7)  | 77.75 (5)  |
| 7                 | Christina Beier / William Beier         | Alemanha       | 149.96 | 27.46 (7)  | 45.66 (6)  | 76.84 (6)  |
| 6                 | Jana Khokhlova / Sergei Novitski        | Rússia         | 150.05 | 28.12 (5)  | 46.02 (5)  | 75.91 (7)  |
| 9                 | Anastasia Grebenkina / Vazgen Azrojan   | Armênia        | 142.12 | 26.08 (9)  | 43.62 (10) | 72.42 (8)  |
| 8                 | Nozomi Watanabe / Akiyuki Kido          | Japão          | 145.80 | 28.68 (4)  | 45.10 (8)  | 72.02 (9)  |
| 10                | Anna Zadorozhniuk / Sergei Verbillo     | Ucrânia        | 139.77 | 24.36 (11) | 44.11 (9)  | 71.30 (10) |
| 11                | Pernelle Carron / Mathieu Jost          | França         | 134.70 | 25.16 (10) | 39.19 (11) | 70.35 (11) |

## Quadro de medalhas
| Ordem | País          | Medalha de ouro | Medalha de prata | Medalha de bronze |    | Ordem por total |
| ----- | ------------- | --------------- | ---------------- | ----------------- | -- | --------------- |
| 1     | Canadá        | 1               |                  | 1                 | 2  | 1               |
| 1     | Japão         | 1               |                  | 1                 | 2  | 1               |
| 3     | Rússia        | 1               |                  |                   | 1  | 4               |
| 3     | Ucrânia       | 1               |                  |                   | 1  | 4               |
| 5     | França        |                 | 2                |                   | 2  | 1               |
| 6     | China         |                 | 1                |                   | 1  | 4               |
| 6     | Coreia do Sul |                 | 1                |                   | 1  | 4               |
| 8     | Itália        |                 |                  | 1                 | 1  | 4               |
| 8     | Roménia       |                 |                  | 1                 | 1  | 4               |
| TOTAL | TOTAL         | 4               | 4                | 4                 | 12 | —               |